# Angela Carter
Angela Olive Pearce (korábban Carter, született Stalker, Angela Carter néven publikált) (Eastbourne, 1940. május 7. – London, 1992. február 16.) angol regényíró, novellaíró, költő és újságíró, aki feminista, mágikus realizmusáról és pikareszk műveiről ismert. Legismertebb a The Bloody Chamber című könyve, amely 1979-ben jelent meg. 2008-ban a The Times Cartert a tizedik helyre sorolta az „50 legnagyobb brit író 1945 óta” listáján. 2012-ben a Nights at the Circus-t a James Tait Black Memorial Prize valaha volt legjobb nyertesének választották.

## Életrajza
1940-ben, Eastbourne-ben Angela Olive Stalker néven született Sophia Olive (született: Farthing; 1905–1969), a Selfridge's pénztárosa és Hugh Alexander Stalker (1896–1988) újságíró gyermekeként. Cartert gyerekként evakuálták, hogy Yorkshire-ben éljen anyai nagyanyjával. Miután a dél-londoni Streatham and Clapham High Schoolban végzett, újságíróként kezdett dolgozni a The Croydon Advertisernél, apja nyomdokaiba lépve. Carter a Bristoli Egyetemre járt, ahol angol irodalmat tanult.
Kétszer ment férjhez, először 1960-ban Paul Carterhez, majd 1972-ben elvált. 1969-ben Somerset Maugham-díjának bevételét arra használta fel, hogy elhagyja férjét, és két évre Tokióba költözött, ahol a Nothing Sacred (1982) című művében azt állítja, hogy "megtanulta, mit jelent nőnek lenni, és radikalizálódott". Ott szerzett tapasztalatairól a New Society cikkeiben és a Fireworks: Nine Profane Pieces (1974) című novellagyűjteményben írt, Japánban szerzett tapasztalatairól pedig a The Infernal Desire Machines of Doctor Hoffman (1972) című könyvben is olvashatunk.
Ezután felfedezte az Egyesült Államokat, Ázsiát és Európát, amihez hozzájárult folyékony francia és német nyelvtudása. Az 1970-es évek végén és a 80-as évek nagy részét íróként töltötte egyetemeken, köztük a Sheffieldi Egyetemen, a Brown Egyetemen, az Adelaide-i Egyetemen és a Kelet-Angliai Egyetemen. 1977-ben Carter találkozott Mark Pearce-szel, akitől egy fia született és akivel nem sokkal halála előtt házasodtak össze. 1979-ben megjelent mind a The Bloody Chamber, mind feminista esszéje, a The Sadeian Woman and the Ideology of Pornography. Az esszében Marina Warner írónő szerint Carter „dekonstruálja A Véres Kamra mögött meghúzódó érveket. A vágyról és annak elpusztításáról, a nők önégetéséről, arról, hogy a nők hogyan viszonyulnak rabszolgaságuk állapotához. Sokkal függetlenebb gondolkodású volt, mint kora hagyományos feministája.”
Amellett, hogy termékeny szépirodalmi író, Carter számos cikkben közreműködött a The Guardian, a The Independent és a New Statesman lapokban, amelyeket a Shaking a Leg című kiadványban gyűjtött össze. Számos novelláját adaptálta rádióra, és két eredeti rádiódrámát írt Richard Daddról és Ronald Firbankről. Két fikcióját filmre adaptálták: a The Company of Wolves (1984) és a The Magic Toyshop (1967). Aktívan részt vett mindkét adaptációban; forgatókönyveit az összegyűjtött drámai írásokban, a The Curious Room-ban publikálják, rádiós forgatókönyveivel, Virginia Woolf Orlando: A Biography című operájának librettójával, a The Christchurch Murders című, még el nem készült forgatókönyvvel. Gyilkosságok (ugyanazon az igaz történeten alapul, mint Peter Jackson Mennyei teremtményei) és egyéb művek. Ezeket az elhanyagolt műveket, valamint vitatott televíziós dokumentumfilmjét, a The Holy Family Albumot tárgyalja Charlotte Crofts könyve, az Anagrams of Desire (2003). Nights at the Circus című regénye 1984-ben elnyerte a James Tait Black Memorial Prize-t. Utolsó regénye, a Wise Children egy szürreális vad utazás a brit színházi és zenei hagyományokon.
Carter 1992-ben, 51 évesen halt meg londoni otthonában, miután tüdőrákban szenvedett. Halálakor elkezdett dolgozni Charlotte Brontë Jane Eyre-jének folytatásán, amely Jane mostohalányának, Adèle Varensnek a későbbi életén alapult; csak egy szinopszis maradt fenn.

## Idézet
„A vígjáték olyan tragédia, amely másokkal történik.”

– Wise Children (1991), ch. 5. (213. o.)

## Művei

### Regények
- Shadow Dance (1966, más néven Honeybuzzard)
- The Magic Toyshop (1967)
- Several Perceptions (1968)
- Heroes and Villains (1969)
- Love (1971)
- The Infernal Desire Machines of Doctor Hoffman (1972, más néven The War of Dreams)
- The Passion of New Eve (1977)
- Nights at the Circus (1984)
  - Esték a cirkuszban – Magvető, Budapest, 2011 · ISBN 9789631428711 · Fordította: Bényei Tamás
- Wise Children (1991)

### Novellák
- Fireworks: Nine Profane Pieces (1974; Fireworks: Nine Stories in Various Disguises és Fireworks néven is megjelent)
- The Bloody Chamber (1979)
  - A kínkamra és más történetek – Európa, Budapest, 1993 (Európa zsebkönyvek) · ISBN 9630754975 · Fordította: Greskovits Endre
- The Bridegroom (1983) (egyedi novella)
- Black Venus (1985; Saints and Strangers in the United States)
- American Ghosts and Old World Wonders (1993)
- Burning Your Boats (1995)

### Versgyűjtemények
- Five Quiet Shouters (1966)
- Unicorn (1966)
- Unicorn: The Poetry of Angela Carter (2015)

### Drámai művek
- Come Unto These Yellow Sands: Four Radio Plays (1985)
- The Curious Room: Plays, Film Scripts and an Opera (1996) (tartalmazza Carter forgatókönyveit a The Company of Wolves és The Magic Toyshop; valamint a Come Unto These Golden Sands: Four Radio Plays is)

### Gyermekkönyvek
- The Donkey Prince (1970, illustrated by Eros Keith)
- Miss Z, the Dark Young Lady (1970, illustrated by Eros Keith)
- Comic and Curious Cats (1979, illustrated by Martin Leman)
- Moonshadow (1982) illustrated by Justin Todd
- Sea-Cat and Dragon King (2000, illustrated by Eva Tatcheva)

### Non-fiction
- The Sadeian Woman and the Ideology of Pornography (1979)
- Nothing Sacred: Selected Writings (1982)
- Expletives Deleted: Selected Writings (1992)
- Shaking a Leg: Collected Journalism and Writing (1997)

Két bejegyzést írt a Japan Culture Institute által 1975-ben kiadott "A Hundred Things Japanese"-ban.  ISBN 0-87040-364-8

### Szerkesztőként
- Wayward Girls and Wicked Women: An Anthology of Subversive Stories (1986)
- The Virago Book of Fairy Tales (1990) a.k.a. The Old Wives' Fairy Tale Book
- The Second Virago Book of Fairy Tales (1992) a.k.a. Strange Things Still Sometimes Happen: Fairy Tales From Around the World (1993)
- Angela Carter's Book of Fairy Tales (2005) (a fenti két Virago-könyvet gyűjti össze)

### Fordítóként
- The Fairy Tales of Charles Perrault (1977)
- Sleeping Beauty and Other Favourite Fairy Tales (1982) illusztrálta Michael Foreman (Charles Perrault stories with two by Leprince de Beaumont)

### Filmadaptációk
- The Company of Wolves (1984) Neil Jordan-nal(wd)[26] a "Wolf-Alice" és "The Werewolf" című novelláiból.
- The Magic Toyshop (1987) Azonos című regényéből rendezte David Wheatley(wd).[27]

### Rádiójáték
- Vampirella (1976) Carter írta és Glyn Dearman(wd)[28] rendezte a BBC számára a "The Lady of the House of Love" című novella alapján.
- Come Unto These Yellow Sands (1979)
- The Company of Wolves (1980) Carter adaptálta az azonos című novellájából, és Glyn Dearman rendezte a BBC számára.
- Puss-in-Boots (1982) adapted by Carter from her short story and directed by Glyn Dearman for BBC
- A Self-Made Man (1984)

### Televízió
- The Holy Family Album (1991)
- Omnibus: Angela Carter's Curious Room (1992)

## Fordítás
- Ez a szócikk részben vagy egészben  az   Angela Carter című angol Wikipédia-szócikk fordításán alapul.  Az eredeti cikk szerkesztőit annak laptörténete sorolja fel. Ez a jelzés csupán a megfogalmazás eredetét és a szerzői jogokat jelzi, nem szolgál a cikkben szereplő információk forrásmegjelöléseként.